# Marco Andreolli
Marco Andreolli (Ponte dell'Olio, 10 giugno 1986) è un ex calciatore italiano, di ruolo difensore.

## Carriera

### Club

#### L'esordio nell'Inter
Nato in Emilia ma trasferitosi in giovanissima età a Padova, inizia a giocare a calcio all'età di sei anni nel San Lorenzo Padova. Notato dall'osservatore Vittorio Scantamburlo, due anni più tardi si trasferisce alle giovanili del Padova. Viene ceduto all'Inter per la cifra di 500.000 euro ed esordisce con la prima squadra nerazzurra il 29 maggio 2005 nell'ultima giornata del campionato 2004-05 pareggiata 0-0 contro la Reggina. Nella stagione 2005-06 fa il suo esordio in Champions League, scendendo in campo nell'incontro finito 1-1 contro i Rangers Glasgow del 6 dicembre 2005: in campionato colleziona invece 2 presenze, di cui una da titolare. Al termine della stagione vince la Coppa Italia e lo scudetto (assegnato alla società milanese dopo le sentenze di Calciopoli). Nella stagione 2006-2007 segna il suo primo gol in nerazzurro, realizzando una rete nel ritorno degli ottavi di finale di Coppa Italia, contro il Messina (partita vinta 4-0): in quest'annata vince il secondo tricolore consecutivo.
In tre stagioni con l'Inter ha collezionato 13 presenze totali (7 in Serie A, 2 in Coppa Italia, 4 in Champions League) e vinto due scudetti, due Coppe Italia e due Supercoppe italiane.

#### Roma e i prestiti a Vicenza e Sassuolo
Nel luglio 2007, valutato 6 milioni di euro, nell'ambito della trattativa che ha portato Cristian Chivu all'Inter, è stato ceduto in comproprietà alla Roma, senza però mai esordire a causa di un complicato infortunio alla schiena aggravato da una partita con l'Under-21. Nell'ultimo giorno del mercato di gennaio 2008 viene ceduto in prestito al Vicenza in Serie B, dove causa grave infortunio riesce a giocare solo 3 partite. Nel 2008 viene rinnovata la comproprietà ma il suo cartellino viene rilevato interamente dalla Roma nella trattativa per il passaggio di Mancini all'Inter. Nel mercato estivo viene poi ceduto in prestito al Sassuolo in Serie B, dove totalizza 28 presenze e una rete. Nel 2009-2010 torna alla Roma. Disputa la sua prima partita ufficiale con i giallorossi il 6 agosto 2009 nel turno preliminare di Europa League contro il Gand. Il 22 ottobre segna il suo primo gol con la Roma, a pochi secondi dal fischio finale, che vale il pareggio per 1-1 nella partita di Europa League contro il Fulham.

#### ChievoVerona
Il 24 agosto 2010 viene ufficializzato il suo trasferimento a titolo definitivo al Chievo per 2 milioni di euro. Cinque giorni dopo fa il suo esordio da titolare nella sfida contro il Catania alla prima giornata del campionato 2010-2011. Il 24 gennaio 2011 l'Inter, dove è cresciuto calcisticamente e dove ha trovato il debutto tra i professionisti, acquista la metà del suo cartellino dal Chievo lasciando però il giocatore ai clivensi. Il 24 giugno 2011 il Chievo comunica ufficialmente sul proprio sito il riscatto dell'altra metà del cartellino del giocatore che diventa così un giocatore clivense a tutti gli effetti.
Segna il suo primo gol con la squadra veronese, nella nona giornata contro il Bologna, per il momentaneo 1-0. Nella stagione 2012/2013 dopo un inizio di stagione con poche presenze, il giocatore comincia a giocare con continuità con l'arrivo in panchina dell'esordiente Eugenio Corini dopo l'esonero di Domenico Di Carlo. Nella stessa stagione riesce a segnare due gol: contro l'Udinese, per il momentaneo vantaggio, e contro il Catania nei minuti finali.
In totale con la maglia del Chievo gioca 81 partite segnando 3 gol.

#### Ritorno all'Inter
(Marco Andreolli, 12 luglio 2013, Conferenza stampa di presentazione)
A fine stagione fa ritorno all'Inter dopo sei anni, a parametro zero, decidendo di indossare la maglia numero 6. Gioca quattro partite in campionato, segnando una rete contro la sua ex squadra, il Chievo, all'ultima giornata. Complessivamente sono 6 le partite giocate e 1 gol segnato.
La prima presenza nella stagione 2014-2015 la trova il 28 agosto nella gara di Europa League vinta per 6-0 contro lo Stjarnan.
L'11 dicembre 2014 indossa per la prima volta la fascia di Capitano in occasione della partita di Europa League contro il Qarabag, che termina 0-0.
Esattamente un mese dopo, date le assenze di Ranocchia e Nagatomo, indossa nuovamente la fascia in occasione del match casalingo contro il Genoa, terminato 3-1 per i nerazzurri.
Il 21 gennaio è di nuovo Capitano in Inter-Sampdoria 2-0, gara valida per gli Ottavi di finale di Coppa Italia.
Il 25 gennaio si procura una lesione di primo grado al bicipite femorale della coscia sinistra in Inter-Torino 0-1.
Torna in campo da titolare il 15 marzo in Inter-Cesena 1-1; in tutto sono 13 le presenze stagionali collezionate.

#### Il prestito al Siviglia
Il 31 agosto 2015 viene ufficializzato il suo trasferimento in prestito con diritto di riscatto al Siviglia. L'11 settembre successivo esordisce da titolare nella terza gara di campionato, pareggiata per 1-1, in trasferta contro il Levante.
Il 21 novembre nel corso di Real Sociedad-Siviglia 2-0 si rompe il tendine d'achille per cui dovrà stare fermo 6-8 mesi.

#### Secondo ritorno all'Inter
Torna in campo l'8 dicembre 2016 da titolare e da capitano in Inter-Sparta Praga 2-1, ultima gara del girone di Europa League. L'8 gennaio 2017 scende di nuovo in campo in Serie A, subentrando a Perisic nella vittoria esterna per 1-2 contro l'Udinese: la sua ultima apparizione nel campionato italiano era datata 15 marzo 2015. Il 21 maggio, alla sua terza partita di fila da titolare, segna il gol del momentaneo pareggio in Lazio-Inter 1-3. All'ultima giornata di campionato, contro l'Udinese, scende in campo con la fascia da capitano per la prima volta in stagione.

#### Cagliari, ritorno al Chievo e ritiro
Dopo essere rimasto svincolato, il 5 luglio 2017 firma un biennale con il Cagliari. Il 31 gennaio 2019 torna al ChievoVerona a titolo definitivo nell'operazione che porta Fabrizio Cacciatore in Sardegna. Dopo otto presenze, complice anche la retrocessione del club, rimane nuovamente senza squadra, situazione che lo spinge al ritiro dal calcio giocato per mancanza di offerte concrete di tesseramento, all'età di 33 anni.
Dopo il ritiro diventa opinionista di Inter TV.

### Nazionale
Dopo aver giocato con le nazionali Under-18 Under-19 e Under-20, con l'Under-21 ha esordito il 15 agosto 2006, in amichevole contro la Croazia, e ha collezionato in tutto 23 presenze. Con il tecnico Pierluigi Casiraghi ha preso parte, giocando titolare, all'Europeo U-21 del 2007. Dopo un anno di assenza, nel 2008 torna a vestire la maglia dell'Under-21 e nel 2009 partecipa da titolare al suo secondo Europeo U-21, nel quale l'Italia viene eliminata in semifinale.

## Statistiche

### Presenze e reti nei club
| Stagione        | Squadra         | Campionato      | Campionato | Campionato | Coppe nazionali | Coppe nazionali | Coppe nazionali | Coppe continentali | Coppe continentali | Coppe continentali | Altre coppe | Altre coppe | Altre coppe | Totale | Totale |
| Stagione        | Squadra         | Comp            | Pres       | Reti       | Comp            | Pres            | Reti            | Comp               | Pres               | Reti               | Comp        | Pres        | Reti        | Pres   | Reti   |
| --------------- | --------------- | --------------- | ---------- | ---------- | --------------- | --------------- | --------------- | ------------------ | ------------------ | ------------------ | ----------- | ----------- | ----------- | ------ | ------ |
| 2004-2005       | Inter           | A               | 1          | 0          | CI              | 0               | 0               | UCL                | 0                  | 0                  | -           | -           | -           | 1      | 0      |
| 2005-2006       | Inter           | A               | 2          | 0          | CI              | 2               | 0               | UCL                | 1                  | 0                  | SI          | 0           | 0           | 5      | 0      |
| 2006-2007       | Inter           | A               | 4          | 0          | CI              | 2               | 1               | UCL                | 1                  | 0                  | SI          | 0           | 0           | 7      | 1      |
| 2007-gen. 2008  | Roma            | A               | 0          | 0          | CI              | 0               | 0               | UCL                | 0                  | 0                  | SI          | 0           | 0           | 0      | 0      |
| gen.-giu. 2008  | Vicenza         | B               | 3          | 0          | CI              | -               | -               | -                  | -                  | -                  | -           | -           | -           | 3      | 0      |
| 2008-2009       | Sassuolo        | B               | 28         | 1          | CI              | 0               | 0               | -                  | -                  | -                  | -           | -           | -           | 28     | 1      |
| 2009-2010       | Roma            | A               | 8          | 0          | CI              | 1               | 0               | UEL                | 6                  | 1                  | -           | -           | -           | 15     | 1      |
| Totale Roma     | Totale Roma     | Totale Roma     | 8          | 0          |                 | 1               | 0               |                    | 6                  | 1                  |             | -           | -           | 15     | 1      |
| 2010-2011       | Chievo          | A               | 28         | 0          | CI              | 1               | 0               | -                  | -                  | -                  | -           | -           | -           | 29     | 0      |
| 2011-2012       | Chievo          | A               | 23         | 1          | CI              | 1               | 0               | -                  | -                  | -                  | -           | -           | -           | 24     | 1      |
| 2012-2013       | Chievo          | A               | 28         | 2          | CI              | 0               | 0               | -                  | -                  | -                  | -           | -           | -           | 28     | 2      |
| 2013-2014       | Inter           | A               | 4          | 1          | CI              | 2               | 0               | -                  | -                  | -                  | -           | -           | -           | 6      | 1      |
| 2014-2015       | Inter           | A               | 6          | 0          | CI              | 1               | 0               | UEL                | 6                  | 0                  | -           | -           | -           | 13     | 0      |
| 2015-2016       | Siviglia        | PD              | 7          | 0          | CR              | 0               | 0               | UCL+UEL            | 2+0                | 0                  | -           | -           | -           | 9      | 0      |
| 2016-2017       | Inter           | A               | 6          | 1          | CI              | 0               | 0               | UEL                | 1                  | 0                  | -           | -           | -           | 7      | 1      |
| Totale Inter    | Totale Inter    | Totale Inter    | 23         | 2          |                 | 7               | 1               |                    | 9                  | 0                  |             | 0           | 0           | 39     | 3      |
| 2017-2018       | Cagliari        | A               | 22         | 0          | CI              | 1               | 0               | -                  | -                  | -                  | -           | -           | -           | 23     | 0      |
| 2018-gen. 2019  | Cagliari        | A               | 4          | 0          | CI              | 1               | 0               | -                  | -                  | -                  | -           | -           | -           | 5      | 0      |
| Totale Cagliari | Totale Cagliari | Totale Cagliari | 26         | 0          |                 | 2               | 0               |                    | -                  | -                  |             | -           | -           | 28     | 0      |
| gen.-giu. 2019  | Chievo          | A               | 8          | 0          | CI              | -               | -               | -                  | -                  | -                  | -           | -           | -           | 8      | 0      |
| Totale Chievo   | Totale Chievo   | Totale Chievo   | 87         | 3          |                 | 2               | 0               |                    | -                  | -                  |             | -           | -           | 89     | 3      |
| Totale carriera | Totale carriera | Totale carriera | 182        | 6          |                 | 12              | 1               |                    | 17                 | 1                  |             | 0           | 0           | 211    | 8      |

## Palmarès

### Competizioni giovanili
- Coppa Italia Primavera: 1

Inter: 2005-2006

### Competizioni nazionali
- Coppa Italia: 2

Inter: 2004-2005, 2005-2006
- Campionato italiano: 2

Inter: 2005-2006, 2006-2007
- Supercoppa italiana: 3

Inter: 2005, 2006
Roma: 2007

### Competizioni internazionali
- UEFA Europa League: 1

Siviglia: 2015-2016.